# Wręczyca Mała
Wręczyca Mała – wieś w Polsce położona w województwie śląskim, w powiecie kłobuckim, w gminie Wręczyca Wielka.
Wieś leży w Częstochowskim Obszarze Rudonośnym. Na początku XIX wieku znajdowała się tu kopalnia rud żelaza.
W latach 1975–1998 miejscowość administracyjnie należała do województwa częstochowskiego.